# Betano
Betano est un village et un suco dans le sud-ouest du district de Manufahi, au Timor oriental. En 2004, le suco comptait 4 577 habitants.
La centrale électrique de Betano, située dans le suco de Betano, est la plus grande centrale électrique du Timor en capacité, avec une puissance de 136 MW. Construite par la société finlandaise Wärtsilä, elle a démarré ses activités en mai 2014. Elle alimente toute la côte sud du pays en électricité,.

## Historique
Betano était un royaume timorais traditionnel dans les temps anciens : le royaume de We Hale avec son puissant roi Nai Loro Tiris.
Durant la Seconde Guerre mondiale, la Royal Australian Navy a perdu deux bâtiments dans la baie de Betano :
- Le 25 septembre 1942, le destroyer HMAS Voyager s’échoue dans la baie de Betano après avoir déchargé la 2/4th Independent Company. Le navire a explosé et a été sabordé après qu’il n’ait pas pu être renfloué.
- Le 1er décembre 1942, la corvette HMAS Armidale est coulée par 13 avions japonais, alors qu’elle tente d’évacuer des soldats australiens et néerlandais et de livrer un contingent de secours[4].

### Ouvrages
- (en) Stevens, David, Sears, Jason, Goldrick, James, Cooper, Alastair, Jones, Peter et Spurling, Kathryn, The Royal Australian Navy, South Melbourne, VIC, Oxford University Press, coll. « The Australian Centenary History of Defence (vol III) », 2001 (ISBN 0-19-554116-2).